# Каммеріська сільська рада
Ка́ммеріська сільська рада (ест. Kammeri külanõukogu, рос. Каммериский сельский совет) — сільська рада в Естонській РСР, адміністративно-територіальна одиниця в складі повіту Тартумаа (1945—1950) та Елваського району (1950—1954).

## Історія
13 вересня 1945 року на території волості Камб'я в Тартуському повіті утворена Каммеріська сільська рада з центром у селі Каатсі. Головою сільської ради обраний Евальд Яска (Evald Jaska), секретарем — Адольф Гаавісте (Adolf Haaviste).
26 вересня 1950 року, після скасування в Естонській РСР повітового та волосного поділу, сільська рада ввійшла до складу новоутвореного Елваського сільського району.
20 березня 1954 року відбулася зміна кордонів між районами Естонської РСР, зокрема до Каммеріської сільради приєднаний від Куустеської сільської ради Тартуського району колгосп «Перемога Жовтня» («Oktoobri Võit») із земельною площею 517 га.
17 червня 1954 року в процесі укрупнення сільських рад Естонської РСР Каммеріська сільська рада ліквідована. Її територія склала південно-східну частину Камб'яської сільської ради.